# Ocell sastre becllarg
L'ocell sastre becllarg (Artisornis moreaui) és una espècie d'ocell passeriforme que pertany a la família Cisticolidae endèmica de les muntanyes de Tanzània i part de Moçambic.

## Distribució i hàbitat
Se la troba en un únic a les muntanyes Usambara orientals, a l'est de Tanzània.
L'hàbitat natural són els boscos montans tropicals. Està amenaçat per pèrdua d'hàbitat.

## Subespècies
Es reconeixen dues subespècies:
- A. m. moreaui (Sclater, WL 1931) - Nord-est de Tanzània (muntanyes Usambara)
- A. m. sousae (Benson, CW 1945) - Centre-oest de Moçambic (planura Njesi)